# Sân bay Matsumoto
Sân bay Matsumoto (松本空港) (IATA: MMJ, ICAO: RJAF), cũng có tên là Sân bay Shinshu-Matsumoto, là một sân bay phục vụ Matsumoto, một thành phố ở tỉnh Nagano của Nhật Bản. Sân bay này có 1 đường cất hạ cánh dài 2000 m bề mặt nhựa đường.

## Các hãng hàng không và các tuyến điểm
Hiện có các hãng hàng không sau đang hoạt động tại sân bay này:
- Japan Airlines (Sapporo-Chitose)seasonal
  - Japan Air Commuter (Osaka-Itami, Fukuoka, Sapporo-Chitose) [3]